# Chiesa di Sant'Agostino (Reggio Calabria)
La chiesa di Sant'Agostino è un edificio sacro di Reggio Calabria che si trova in piazza Mezzacapo, erroneamente chiamata dai reggini  piazza Sant'Agostino.
La chiesa, in stile romanico-bizantino, ha un'insolita struttura se confrontata con le altre chiese della città. Presenta infatti alcune cupole di diversa grandezza ai lati, in corrispondenza dell'abside, delle navate e del campanile.
All'interno l'altare maggiore e le navate sono illuminati da lampadari realizzati in ferro battuto.
Nella navata sinistra vi sono:
- un dipinto raffigurante la Madonna della Cintura opera di Sebastiano Conca.
- l'ambone in bronzo, ornato da una pala a bassorilievo, opera di Michele Di Raco, che raffigura i simboli degli evangelisti. Sempre dello stesso autore è il paliotto in bronzo che raffigura l'ultima cena.

È presente, inoltre, un'interessante tela dei Santi Filippo e Giacomo, cui è anche dedicato il tempio.